# 팔공산터널
팔공산터널(八公山터널)은 경상북도 칠곡군 동명면과 대구광역시 군위군 부계면을 잇는 국가지원지방도 제79호선상의 터널로, 길이는 3.7km다. 2014년 7월에 관통되었으며, 2017년 12월 1일 개통되었다. 이 터널의 개통으로 한티재 21.3km의 고갯길이 14.2km로 줄어들며, 자동차 주행 시간이 36분에서 12분으로 단축될 것으로 보인다.